# Секретна служба (фільм, 1919)
Секретна служба (англ. Secret Service) — американська військова драма режисера Г'ю Форда 1919 року.

## Сюжет
Льюїс Дюмон — офіцер півночі під час громадянської війни. Він працює під прикриттям в спробі відвести південні сили за лінію фронту, на яку північани плануються напасти. Але Дюмон закохується в дівчину з півдня і коли вона виявляється корисною для його плану, його починає мучити совість.

## У ролях
- Роберт Воррік — майор Льюїс К. Дюмон
- Ванда Хоулі — Едіт Барнеа
- Теодор Робертс — генерал Гаррісон Рендольф
- Едіт Чепман — місіс Барнеа
- Реймонд Гаттон — лейтенант Говард Барнеа
- Кассон Фергюсон — Вілфред Барнеа
- Роберт Кейн — капітан Генрі Дюмон
- Ірвінг Каммінгс — Бентон Аррелсфорд
- Гай Олівер — Джонас
- Лілліан Лейтон — Марта
- Стенлі Віткрофт — лейтенант Максвелл
- Норман Шелбі — лейтенант Форей
- Ширлі Мейсон — Керолайн Мітфорд